# Bobby Wanzer
Robert Francis Wanzer (født 4. juni 1921, død 23. januar 2016) var en amerikansk basketballspiller og basketballtræner. Han tilbragte hele sin spillerkarriere hos Rochester Royals, og var del af at vinde et mesterskab med holdet i 1951.

## College og militærkarriere
Wanzer gik på college ved Seton Hall University. Hans collegetid blev afbrudt af, at han tjente i Stillehavskrigen mellem 1944-45.

## Spillerkarriere
Wanzer blev draftet af Basketball Association of America-klubben Rochester Royals i 1948. Klubben var i 1949 del af at danne NBA, og Wanzer spillede i 1951 en central rolle i, at Royals vandt mesterskabet. Han spillede for holdet frem til 1957, og var den første spiller nogensinde i NBA til at skyde 90%+ på frikast i en sæson, da han i 1951-52 sæsonen ramte 90,4% af sine frikast.

## Trænerkarriere
Wanzers trænerkarriere begyndte i 1955, hvor han blev spillede træner for Royals. Han stoppede med selv at spille i 1957, men fortsatte som træner for Royals frem til 1959. Han blev i 1963 træner for St. John Fisher University, og trænede 24 sæsoner for holdet, før han i 1987 gik på pension.

## Eftermæle
Wanzer blev i 1987 inkluderet i Naismith Memorial Basketball Hall of Fame og hans trøjenummer 9 blev pensioneret af Royals, i dag kendt som Sacramento Kings.

## Privat
Wanzer døde den 23. januar 2016 i en alder af 94.